# Foltos galambgomba
A foltos galambgomba (Russula maculata) az Agaricomycetes osztályának galambgomba-alkatúak (Russulales) rendjébe, ezen belül a galambgombafélék (Russulaceae) családjába tartozó, Eurázsiában, Észak-Afrikában és Észak-Amerikában honos, lomberdőkben élő, nem ehető gombafaj.

## Megjelenése
A foltos galambgomba kalapja 4-10 cm széles, alakja fiatalon félgömbszerű, majd gyorsan laposan kiterül; közepe gyakran bemélyedő. Felszíne sima, fényes. Színe élénkpiros, néha rózsaszínes árnyalattal, ritkábban narancssárga, esetleg cseresznyepiros, borvörös; idősebben színei kifakulnak, a kalap rozsdafoltos lesz. A kalapbőr csak a szélén húzható le.
Húsa kemény, vastag; színe fehéres, halvány okkeres, idősen gyakran rozsdabarna. Szaga kellemes gyümölcsillat, íze nagyon csípős.
Lemezei ritkásan állnak, szélesek, vastagok. Fiatalon sokáig fehérek, majd halvány kénsárgák, idősebb korban halvány okkersárgák, narancssárgásak lesznek. Ilyenkor megvágva kissé vörösesek.
Tönkje 3-8 cm magas és 1-2 cm vastag. Színe fehér, esetleg halvány rózsáspiros árnyalattal. Előbb csak nyomásra, sérülésre, később egész hosszában az alja felé sárgásan, okkeresen színeződik.
Spórapora sárga. Spórája széles elliptikus, felülete szemölcsös, közel gömb alakú, mérete 7-10 x 7-8 μm.

### Hasonló fajok
A hasonlóan piros kalapú és csípős ízű galambgombákkal lehet összetéveszteni.

## Elterjedése és termőhelye
Európában, Észak-Ázsiában, Észak-Afrikában és Észak-Amerikában honos.  
Hegyvidéki lomboserdők (bükkösök, gyertyános-tölgyesek) lakója, az erdőszéleken, tisztásokon gyakoribb. Tölggyel, vörös bükkel, esetleg gyertyánnal, hárssal egyéb lombos fákkal alkot gyökérkapcsolatot. Júniustól októberig terem. 

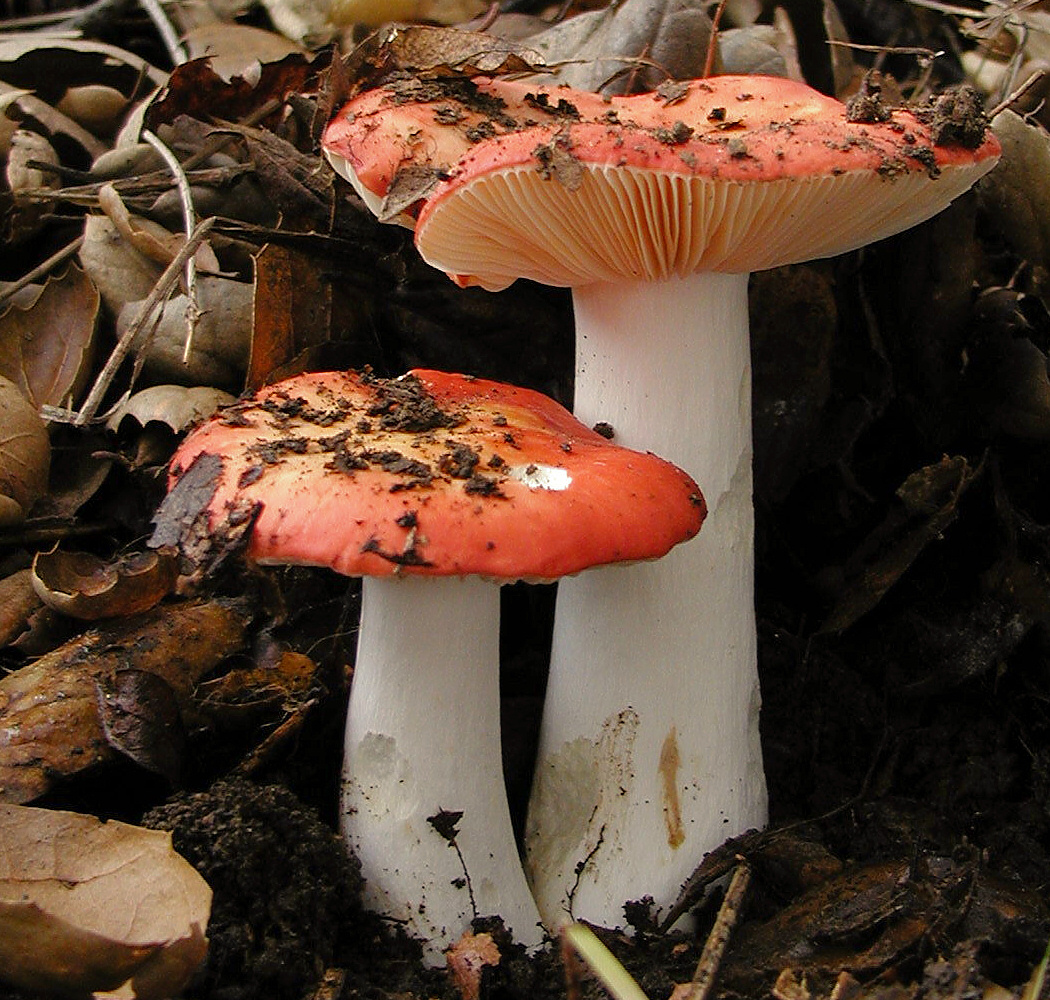
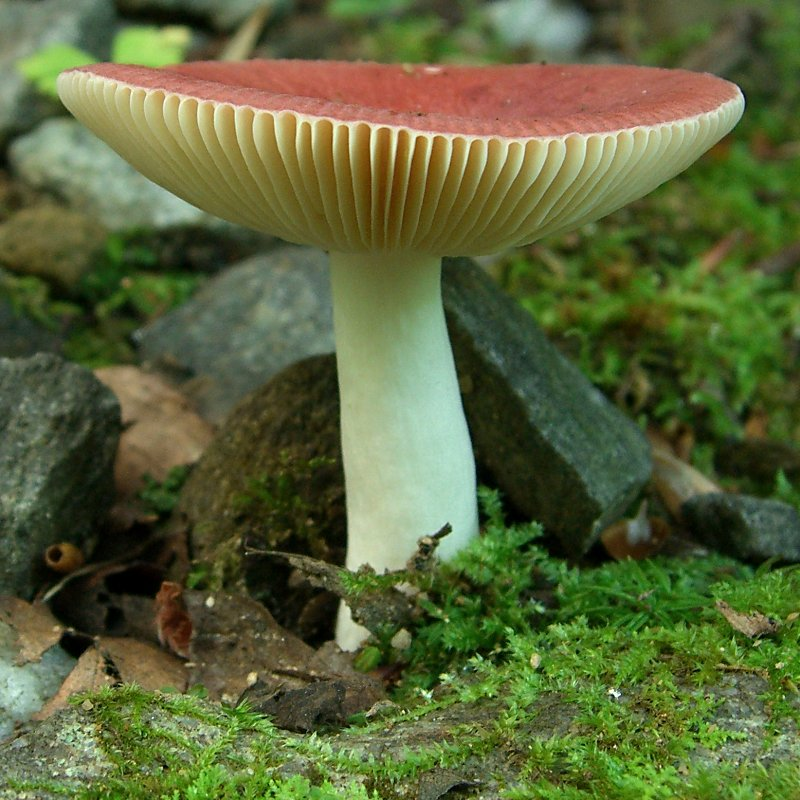
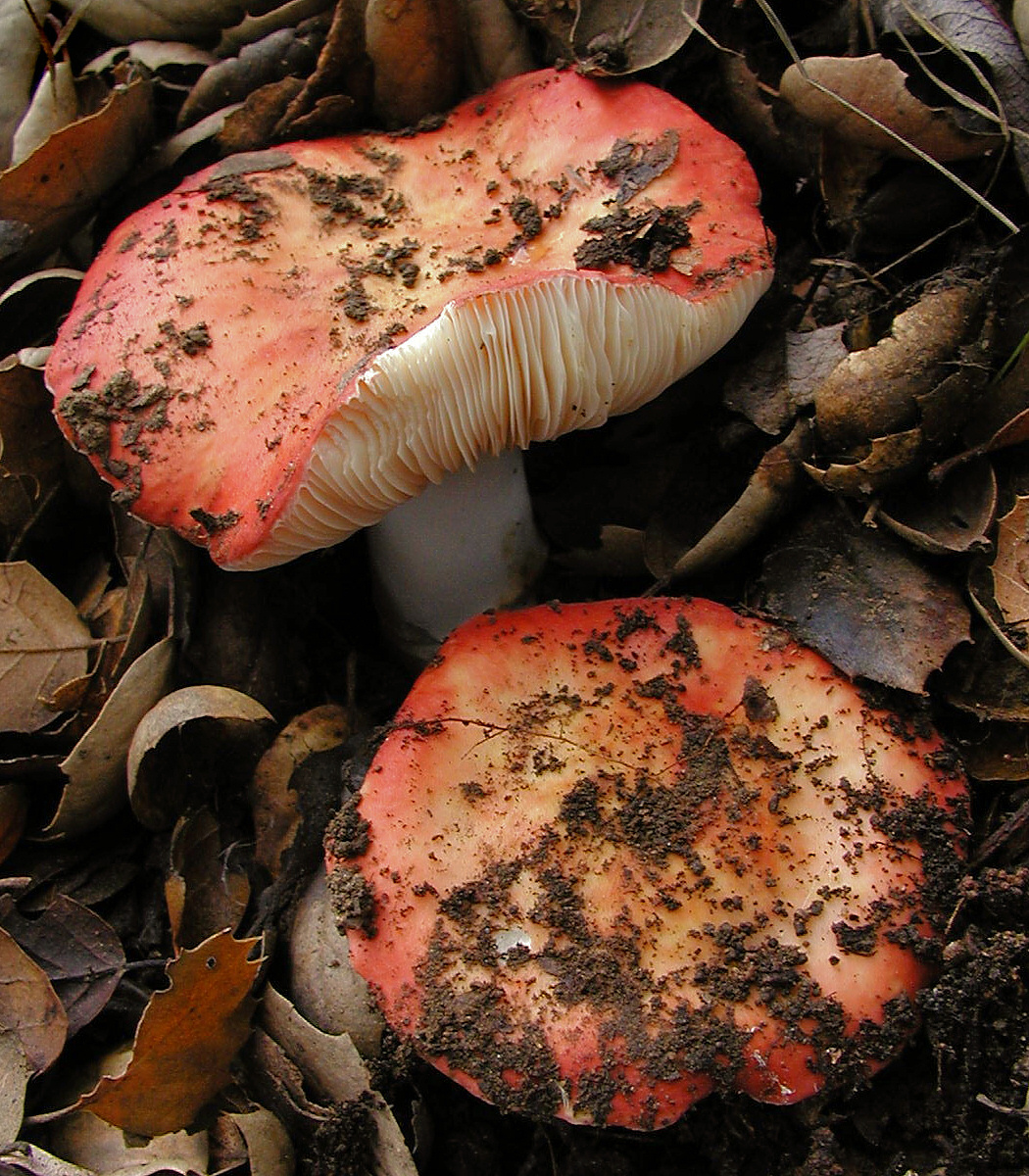
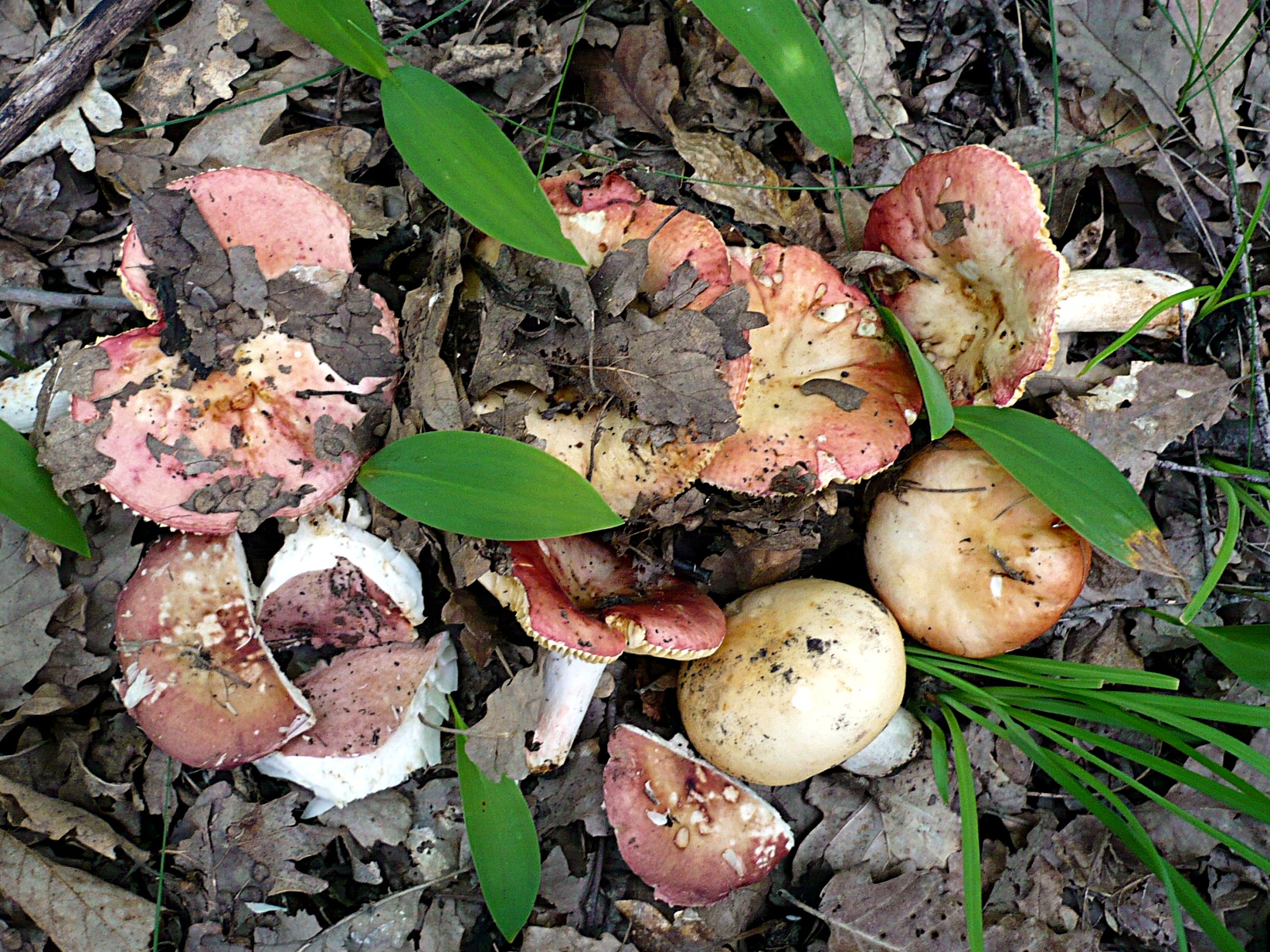
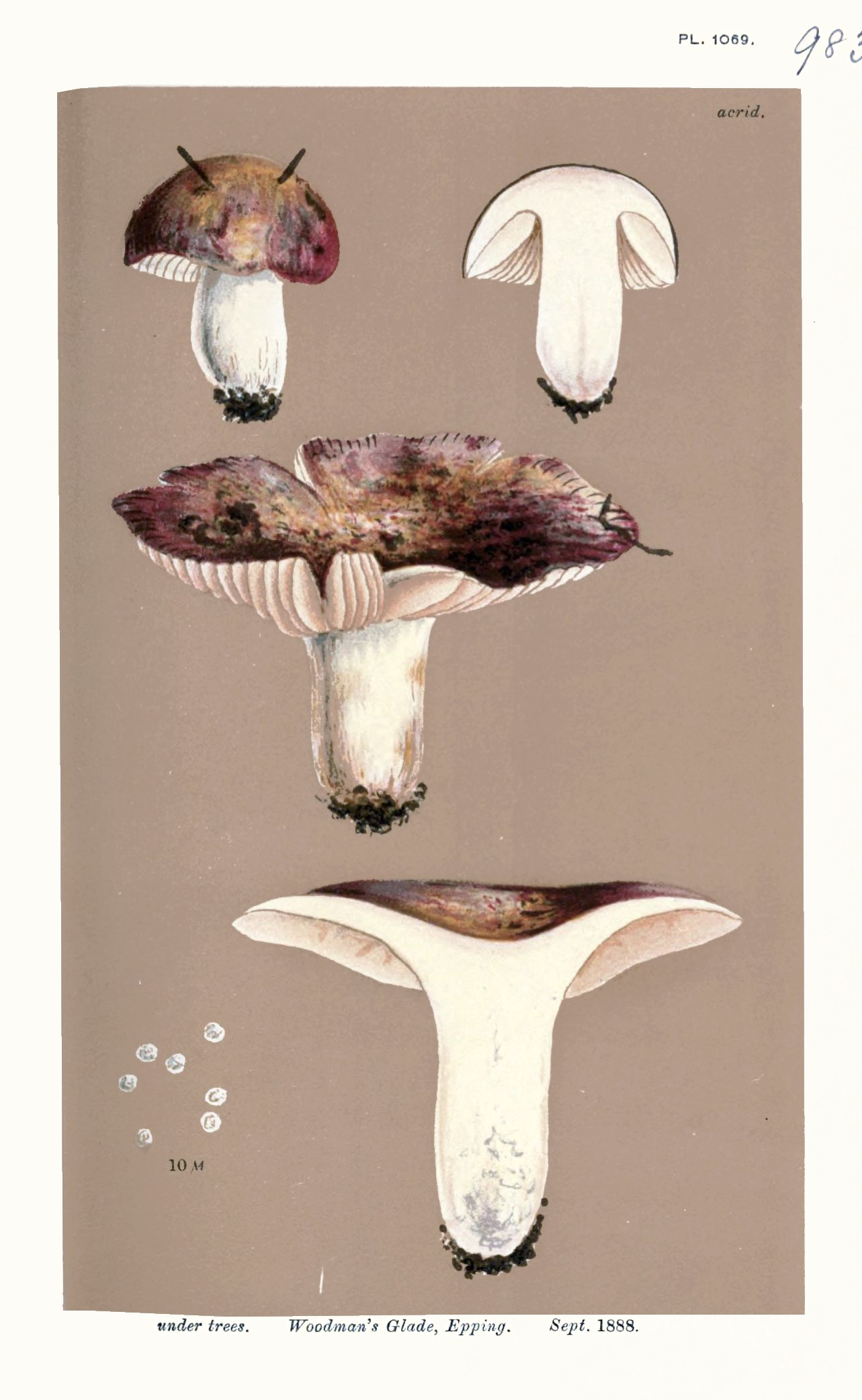

Nem ehető.